# إمارة عجمان
إمارة عجمان (تنطق محلياً عِيمَان) هي واحدة من الإمارات السبع المكونة لدولة الإمارات العربية المتحدة. انضمت إلى اتحاد دولة الإمارات العربية المتحدة في 2 ديسمبر 1971. وتبلغ مساحتها حوالي 259 كيلومترا مربعا ما يعادل 0.3 بالمائة من مساحة الدولة بدون الجزر، وتعد أصغر الإمارات المتحدة مساحة. في حين يبلغ عدد سكانها حوالي 504 846 نسمة عام 2017 بحسب المركز الاتحادي للتنافسية والإحصاء، مما يجعلها رابع أكثر إمارة في الدولة من حيث عدد السكان. سُمّيت على اسم مدينة عجمان، وهي مقر حكومتها. مساحة اليابسة الرئيسية للإمارة عبارة عن شبه جيب تحيط به إمارة الشارقة من الشمال والشرق والجنوب. تقع الإمارة على ساحل الخليج العربي بطول حوالي 16 كيلومترا تتبعها منطقتين ملحقتين لها غير متصلتين بها مباشرة هما مصفوت والمنامة، وكلاهما زراعيتان في المقام الأول.
تأسست على يد قبيلة النعيم حوالي عام 1775. يحكمها الشيخ حميد بن راشد النعيمي وولي عهده ابنه الشيخ عمار بن حميد النعيمي. عاصمتها هي مدينة عجمان وهي أكبر مدنها يتمركز فيها ديوان الحاكم ومقر الدوائر والمؤسسات الحكومية وميناء عجمان الذي يقع على خور طبيعي يمر داخل المدينة.
عمدت الإمارة إلى تعزيز المكانة السياحية التي تتمتع بها مع ما تزخر به من معالم جمالية طبيعية تجذب السُّياح والزائرين، إضافةً إلى الاهتمام بالمرافق والبِنَى التحتية الحديثة ويولي مجتمع عجمان ثقافة إكرام الضيف بالغَ الأهمية كونها صفةً أصيلةً مترسخةً فيه منذ أمدٍ بعيد. ويُعرف عن أهل عجمان مراعاتهم للعادات والتقاليد الأصيلة المستوحاة من الموروث الثقافي والاجتماعي والديني، وحرصهم على ضمان توريثها للأجيال القادمة، خاصة أصول الضيافة والكرم، والزي الوطني، والأكلات الشعبية، وغيرها من القيم العربية الأصيلة.
تحولت عجمان إلى مدينة عصرية تتوفر فيها جميع الخدمات والمرافق الحديثة وبالرغم من ذلك فقد حافظت الإمارة على طابعها التقليدي القديم مما جعل الإمارة تحتل موقعاً متميزاً يجمع بين منجزات العصر الحديث وأصالة الماضي العريق، تتوفر نشاطات بحرية مختلفة تجذب العديد من عشاق البحر إليها وفيها سوق عجمان المشهور بروعة الفن المعماري. وتعتبر منطقتي مصفوت والمنامة من المناطق الغنية بالزراعة وخصوبة الأرض وتضفي الجبال المحيطة بمنطقة مصفوت جمالاً أخاذاً للمنطقة، وتعتبر مهنة الصيد من أهم النشاطات في عجمان.

## التسمية
نُقل عن أحمد أمين المدني قوله: «إنها ليست عجمان أبداً بل هي «عيمان». إلا أن هناك آراء إن سبب التسمية يعود إلى تواجد العجم أي الفرس بكثرة في الإمارة، وكان ذلك أيام الحروب العربية الفارسية في المنطقة.

## تاريخ
جاء في كتاب (دولة الإمارات العربية المتحدة) الذي نشره مركز الوثائق والدراسات: (أن الإمارة ظهرت إلى الوجود عام 1820 ميلادية، عندما تولّى أمرها الشيخ راشد بن حميد النعيمي - راشد الأول النعيمي).
كان عدد سكان عجمان يبلغ 750 نسمة يقطنون في 25 منزلاً لآل نعيم من القراطسة والحميرات وآل بوظناين (بوذنين) و 80 منزلاً لآل بومهير و 12 منزلاً للسودان (السويدي) و 14 منزلاً لآل بوكلي و 5 منازل لآل مسايبة (المسيبي) و 12 منزلاً لآل شاكوش (الشاقوش). ويعمل جميع السكان بصيد اللؤلؤ وصيد السمك ولهم حوالي 40 قاربا لصيد اللؤلؤ و 25 قارباً لصيد السمك بالإضافة إلى 60 جملا و 20 حصانا و 100 حمار و 100 رأس من الماشية و 400 رأس من الماعز. ويبلغ عدد النخيل حوالي 1900 نخلة ولا يوجد في البلدة أيّة مزروعات أخرى. ويبنى هنا قارب أو قاربان كل عام إلا أن معظم القوارب المستخدمة جاءت من الشارقة أو دبي. وللشيخ سلطة على منطقة تمتد إلى مسافة ميلين إلى الداخل ومسافة ميل ونصف في البحر باتجاه الجنوب الغربي ولمسافة ميلين ونصف باتجاه الشمال الشرقي بما في ذلك منطقة تدعى الزوراء. وهنالك تحالف سياسي وعلاقات ودية قائمة بين سكان عجمان وسكان البريمي. كان شيخ عجمان عبد العزيز بن حميد (1900 - 1908) هو خال حاكم أم القيوين راشد بن أحمد بن عبد الله المعلا (1900 -1922).
تأسست عجمان على يد قبيلة النعيم الذين توافدوا إلى المنطقة حوالي عام 1775. عندما اتخذت القبيلة مستقراً ثابتاً لها على الساحل، وبدأت بصيد السمك واستخراج اللؤلؤ حيث شكل هذان القطاعان الصناعتين الأساسيتين في منطقة الخليج على مدى قرون. كانت عجمان تعد أكبر مركز لصناعة المراكب، وقد شهدت على صناعة الآلاف من مراكب الدوا التي كانت تبحر في الخليج العربي وتبنى في أحواض بناء السفن مستخدمة مهارات متوارثة عبر الأجيال.
مع ازدياد القوة البريطانية البحرية في منطقة الخليج العربي في منتصف القرن الثامن عشر دخل البريطانيين في صراع مع قبيلة القواسم في الشارقة الذين شنوا هجوماً على السفن البريطانية، فكانت النتيجة أن أطلقت بريطانيا لقب ساحل القراصنة على المنطقة وشنت غارات ضد القواسم.
وقعت بريطانيا عام 1820 معاهدة سلام مع تسعة من الحكام الشيوخ بما فيهم عجمان وبرزت الإمارة لأول مرة ككيان مُستقل في ذلك العام. وفي عام 1853 وقعت معاهدة السلام الدائم والتي يوجد نسخة منها في متحف عجمان. انسحبت بريطانيا من المنطقة عام 1968.

## الأسرة الحاكمة
يعود نسب الأسرة الحاكمة إلى قبيلة النعيم وهي قبيلة عربية انتشرت في الخليج العربي والعراق والشام وينتمون إلى فخذ القراطسة من بطن آل بو خريبان.

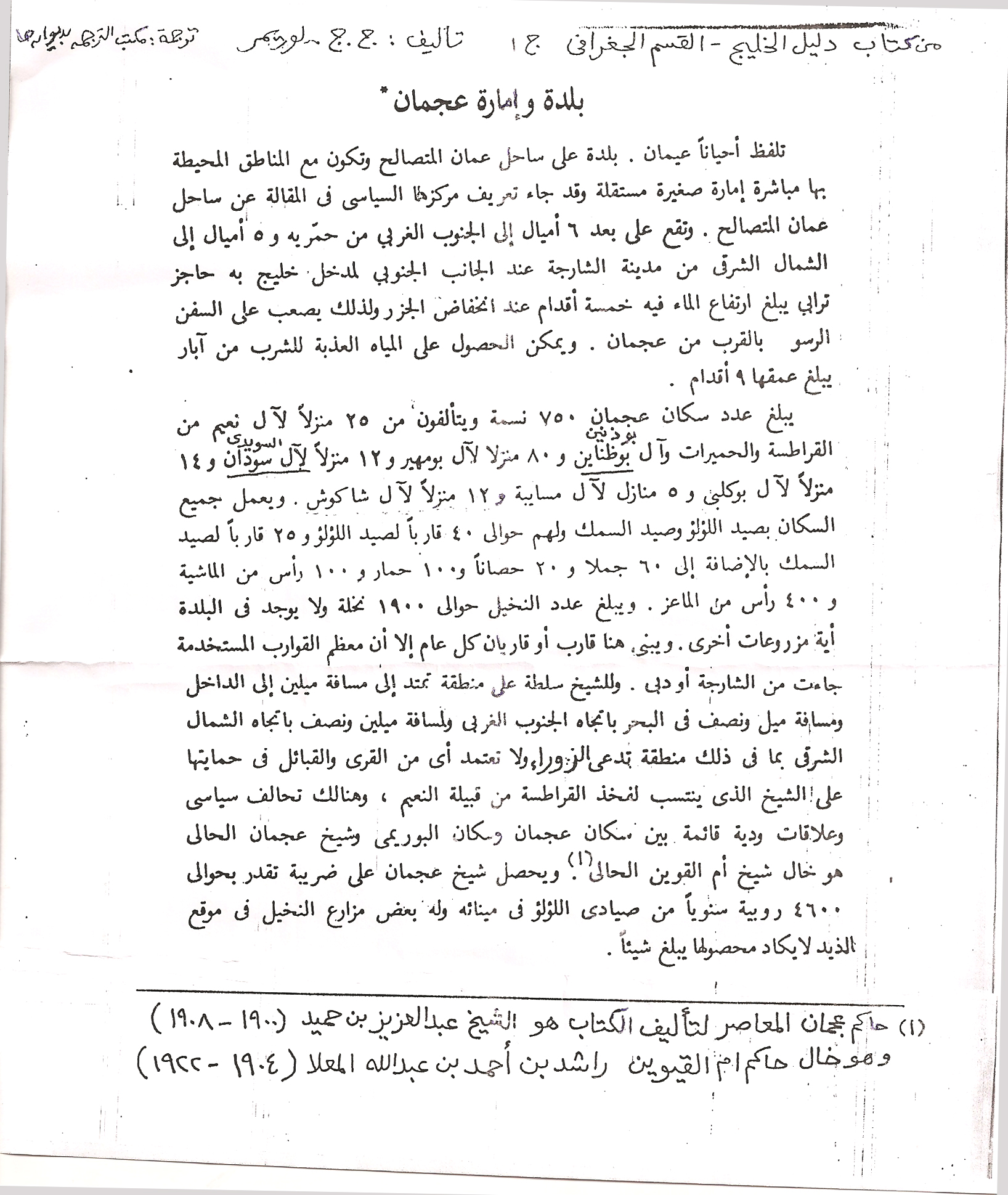
من كتاب دليل الخليج

أما حكام الإمارة بالترتيب من الأقدم إلى الأحدث فهم:
- (1816 – 1838 م) الشيخ راشد الأول بن حميد بن سلطان بن راشد بن خميس القرطاسي الخريباني النعيمي - أخواله من قبيلة السودان. والدته هي علياء بنت خلف السويدي من أهل الشارقة. وكان للشيخ راشد بن حميد أخت اسمها ميره تزوجها الشيخ سرور بن حمد الشامسي الذي يكون جد آل سرور حكام حماسا وأعقب منها أحمد وحمد، ثم خلف عليها بعد أن توفي زوجها جد آل شامخ النايلي الشامسي.
- (1838- 1841 م) الشيخ حميد الأول بن الشيخ راشد الأول بن حميد بن سلطان النعيمي - وقد حكم مرتين. والدته من قبيلة السودان وهي نيلا بن سلطان بن خلف السويدي.
- (1841- 1848 م) عبد العزيز الأول بن راشد الأول النعيمي وهو شقيق الشيخ حميد الأول.
- (1848- 1864 م) الشيخ حميد الأول بن الشيخ راشد الأول بن حميد بن سلطان النعيمي (الفترة الثانية)
- (1864- 1891 م) الشيخ راشد الثاني بن حميد الأول بن راشد النعيمي - والدته ناعمه بنت سلطان بن صقر بن راشد القاسمي.
- (1891- 1900 م) الشيخ حميد الثاني بن راشد الثاني النعيمي - والدته مريم بنت سلطان بن علي بن راشد بن عبد العزيز الأول النعيمي.
- (1900- 1910 م) الشيخ عبد العزيز الثاني بن حميد الأول النعيمي - والدته آمنه بنت زعل بن خلفان بن سيار السويدي.
- (1910- 1928 م) الشيخ حميد الثالث بن عبد العزيز الثاني النعيمي - والدته فاطمة بنت سلطان بن علي بن راشد الأول النعيمي.
- (1928- 1981 م) الشيخ راشد الثالث بن حميد الثالث النعيمي - والدته شيخه بنت سعيد بن ماجد بن علي بن راشد الأول النعيمي، وكان الشيخ راشد بن حميد أول حاكم لعجمان عند قيام دولة الإمارات العربية المتحدة.
- (في 6 سيبتمبر 1981) الشيخ حميد بن راشد النعيمي حاكم عجمان الحالي - تولى حكم عجمان بعد وفاة والده الشيخ راشد بن حميد النعيمي. أخواله من آل هويدن. والدته هي الشيخة عائشة بنت عبد الله بن علي بن عبد الله بن هويدن الكتبي.[27]

## الجغرافيا

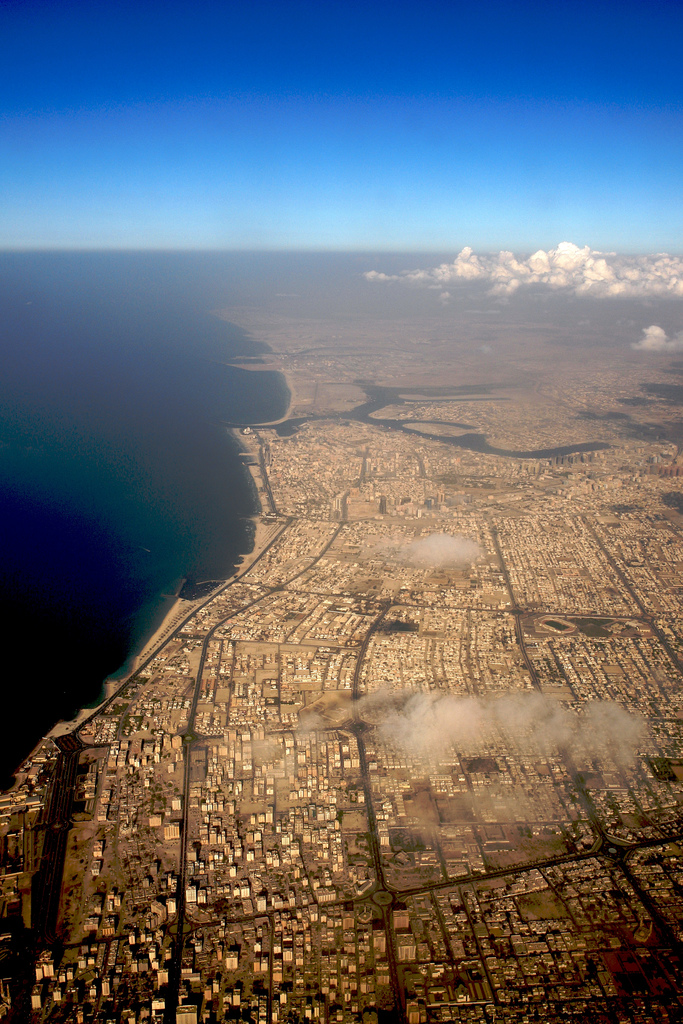
صورة جوية لامارة عجمان

### الجيولوجيا
يسود الإمارة الطابع الصحراوي فهي عبارة عن سهل رملي. وتتمتع بشريط ساحلي بطول 16 كيلومترا على شاطئ الخليج العربي وتتميز بوجود الجبال العالية الغنية بالمغنسيوم والكروم وأحجار البناء في مدينة المنامة.

### الطقس والمناخ
يتميز مناخ الإمارة بالاعتدال حيث تتوسط درجة الحرارة وترتفع الرطوبة خلال فصل الصيف أما في الشتاء فتصل درجة الحرارة إلى ما دون 10 درجة مئوية. تتميَّز إمارة عجمان بمُناخ صحراوي مَداري جاف، تغلب عليه الأجواء المُشمِسة طيلة أيام السنة، ويكون فصل الصيف حارًّا ورطبًا خاصةً في شهرَي يوليو وأغسطس، اللذين تتراوح درجات الحرارة فيهما بين 35 درجة و 43 درجة. وعلى العكس من ذلك، يكون فصل الشتاء أقرب إلى الأجواء شبه الاستوائية، وبدرجة حرارة معتدلة تتراوح بين 10 درجات و 30 درجة.

### الموقع والمساحة
تبلغ مساحة إمارة عجمان 260 كم2 بينما تبلغ المساحة الكلية بما فيها مناطق المياه الإقليمية 600 كم2 ويقع القسم الساحلي من الإمارة وبطول 26 كم على شاطئ الخليج العربي.

### المدن والمناطق
تتكون إمارة عجمان من ثلاثة مناطق متباعدة ومختلفة من حيث التضاريس ومدى قربها أو بعدها من ساحل الخليج العربي:

#### مدينة عجمان

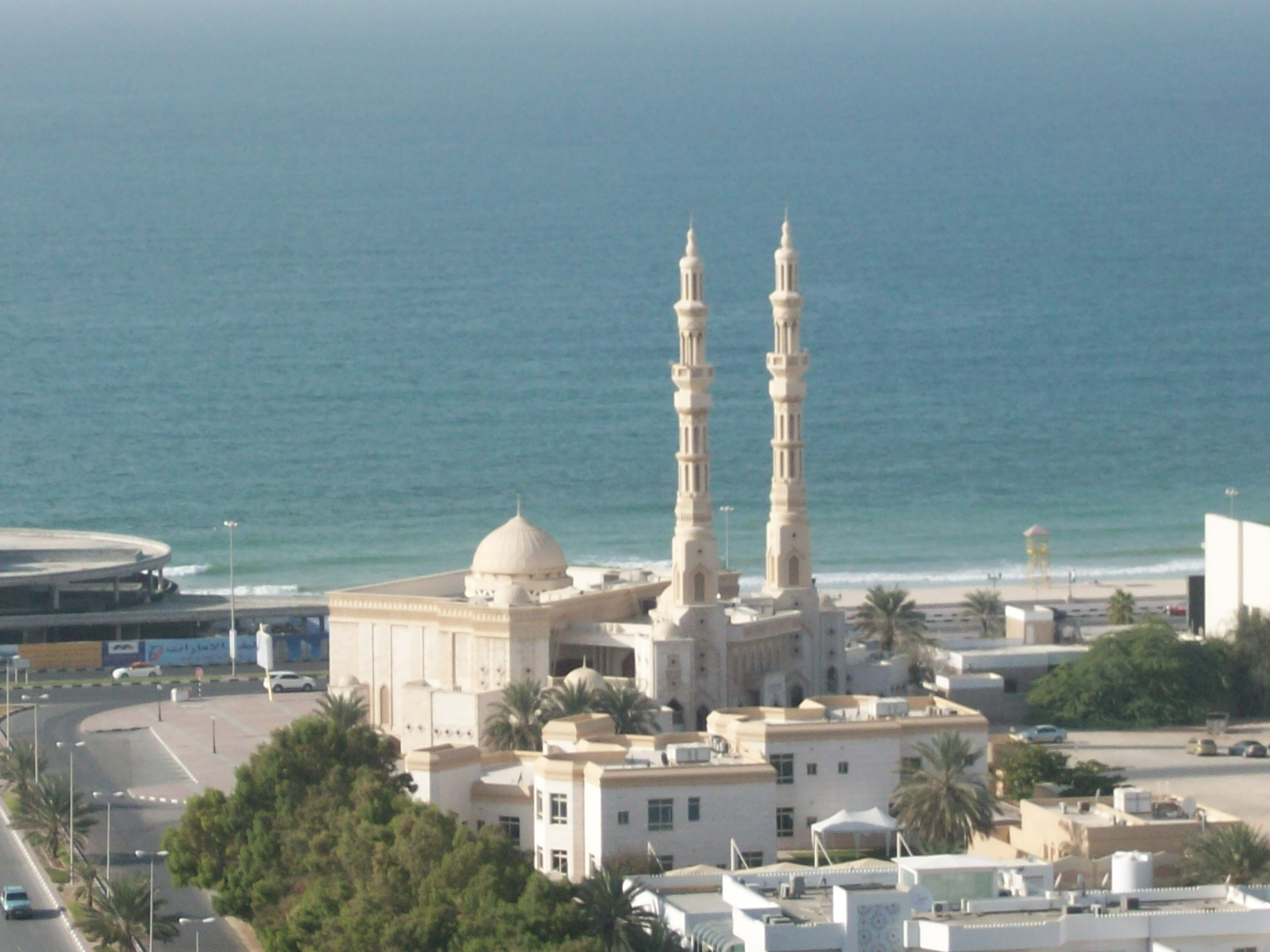
مسجد كورنيش عجمان

هي عاصمة الإمارة وفيها مقر الحاكم والدوائر الحكومية والشركات والمصارف والمصانع يطل ميناؤها ومنفذها البحري على ساحل الخليج العربي. وبفضل موقعها الاستراتيجي وتوسطها لإمارات الدولة والإنجازات التي تحققت في المجال الاقتصادي وتطور البنية الأساسية فقد أصبحت المدينة مركز جذب للمستثمرين ورأس المال مما أهّلها لقيام نهضة عمرانية وحضارية تتجلى في مبانيها الحديثة والتي تجمع بين الحداثة والتراث.

#### منطقة مصفوت
تبعد عن عجمان بحوالي 110 كم إلى الجنوب الشرقي وتضم مدينة مصفوت منطقة مزيرع والصبغة السكان ينحدرون لقبائل قبيلة بدوات وبني كعب تشتهر بالزراعة حيث التربة الخصبة والوديان الفسيحة والمناخ المعتدل مما أهّلها لتكون مركز جذب للسياحة تتميز بالجبال الشاهقة مثل جبل دفتا، وجبل ليشن والجبل الأبيض وكذلك تشتهر بالوديان الفسيحة مثل وادي غلفا والصوامر ومصفوت والخنفرية ووادي الضفدع.

#### منطقة المنامة

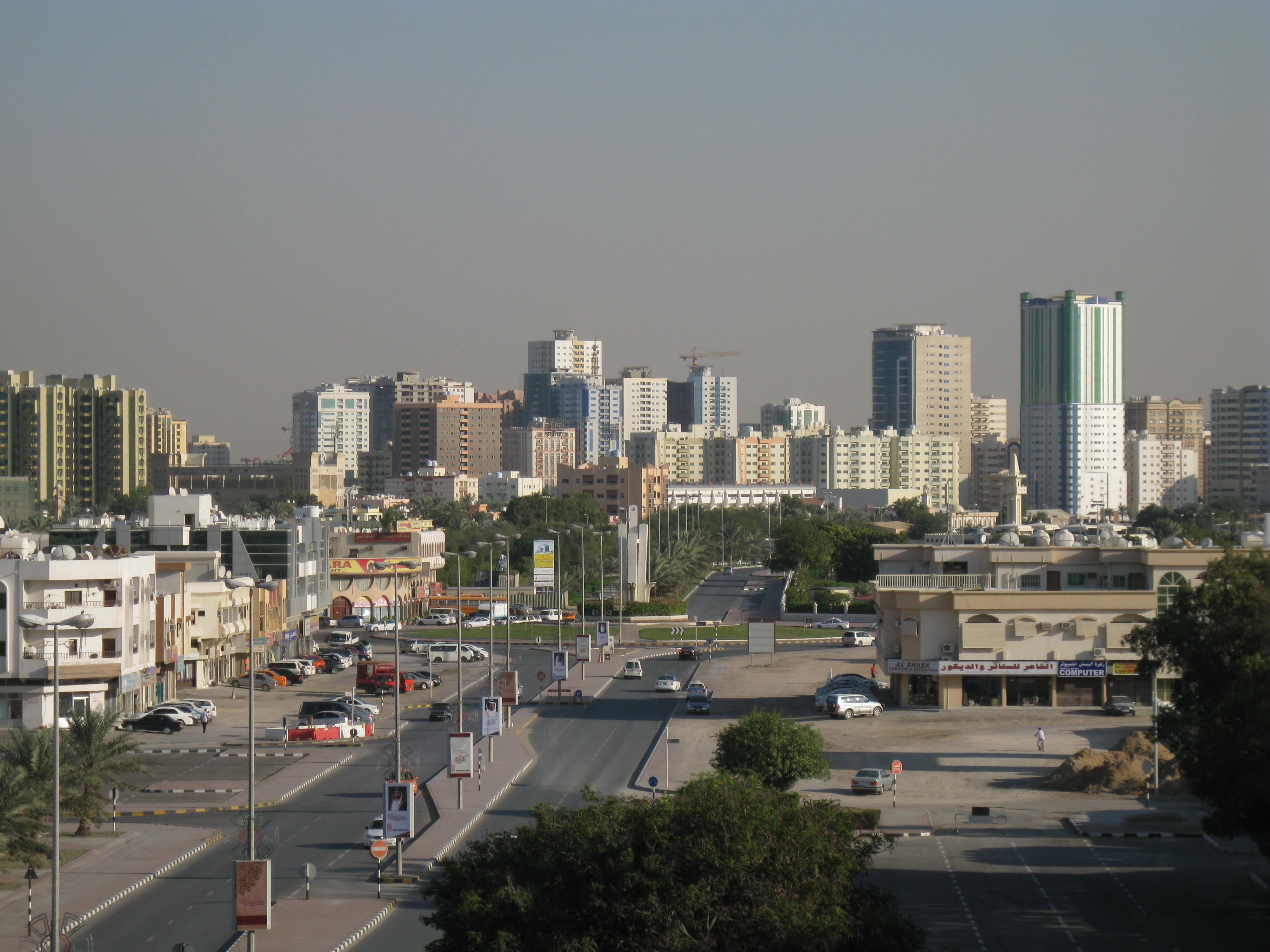
شارع في عجمان

تبعد حوالي 73 كم من مدينة عجمان باتجاه الشرق وبمحاذاته يمر الطريق عبر إمارة الشارقة والفجيرة، يوجد بمنطقة المنامة سهل مليء بالحصى والرمال وتتميز منطقة المنامة بطبيعة تضم الجبال العالية والغنية بالمغنسيوم والكروم وأحجار البناء وتشتهر وديانها بالخصوبة الشديدة وإنتاج المحاصيل الزراعية.

#### الأحياء
1. منطقة الحليو
2. منطقة البستان (فريج الشرقي)
3. منطقة الرميلة
4. منطقة النعيمية
5. منطقة الكرامة (فريج الغربي)
6. منطقة الراشدية
7. منطقة المويهات
8. منطقة الحميدية
9. منطقة الجرف
10. منطقة الرقايب
11. منطقة مشيرف
12. منطقة الروضة (الزهراء سابقاً )
13. منطقة السوان (فريج البلوش سابقاً)
14. منطقة الصناعية القديمة
15. منطقة الصناعية الجديدة
16. الباهية

## السكان
بلغ عدد سكان إمارة عجمان حوالي 206,997 نسمة وفقاً لتعداد ديسمبر 2005. وارتفع إلى 224 ألف نسمة في عام 2008 وإلى 237 ألف نسمة عام 2009. ووفقا للكتاب الإحصائي الصادر عن الأمانة العامة للمجلس التنفيذي بعجمان، فقد بلغ عدد سكان الإمارة 262,186 نسمة في عام 2011. يبلغ عدد المواطنين الإماراتيين في الإمارة 42,186 نسمة، حيث بلغ عدد الذكور 21,600  نسمة، والإناث 20,586 نسمة.
أما في عام 2017 فقد بلغ عدد سكان إمارة عجمان 504,846 نسمة.

## السياحة والمعالم
تزخر إمارة عجمان بالعديد من الأماكن السياحية والأثرية التي تستقطب الزوار من جميع أنحاء العالم بمختلف أعمارهم واهتماماتهم، حيث تمتلك موقعاً رائعاً جمع بين المناخ المثالي والطبيعة الخلابة والشواطئ الساحرة. أما أهم الأماكن السياحية في عجمان فهي:

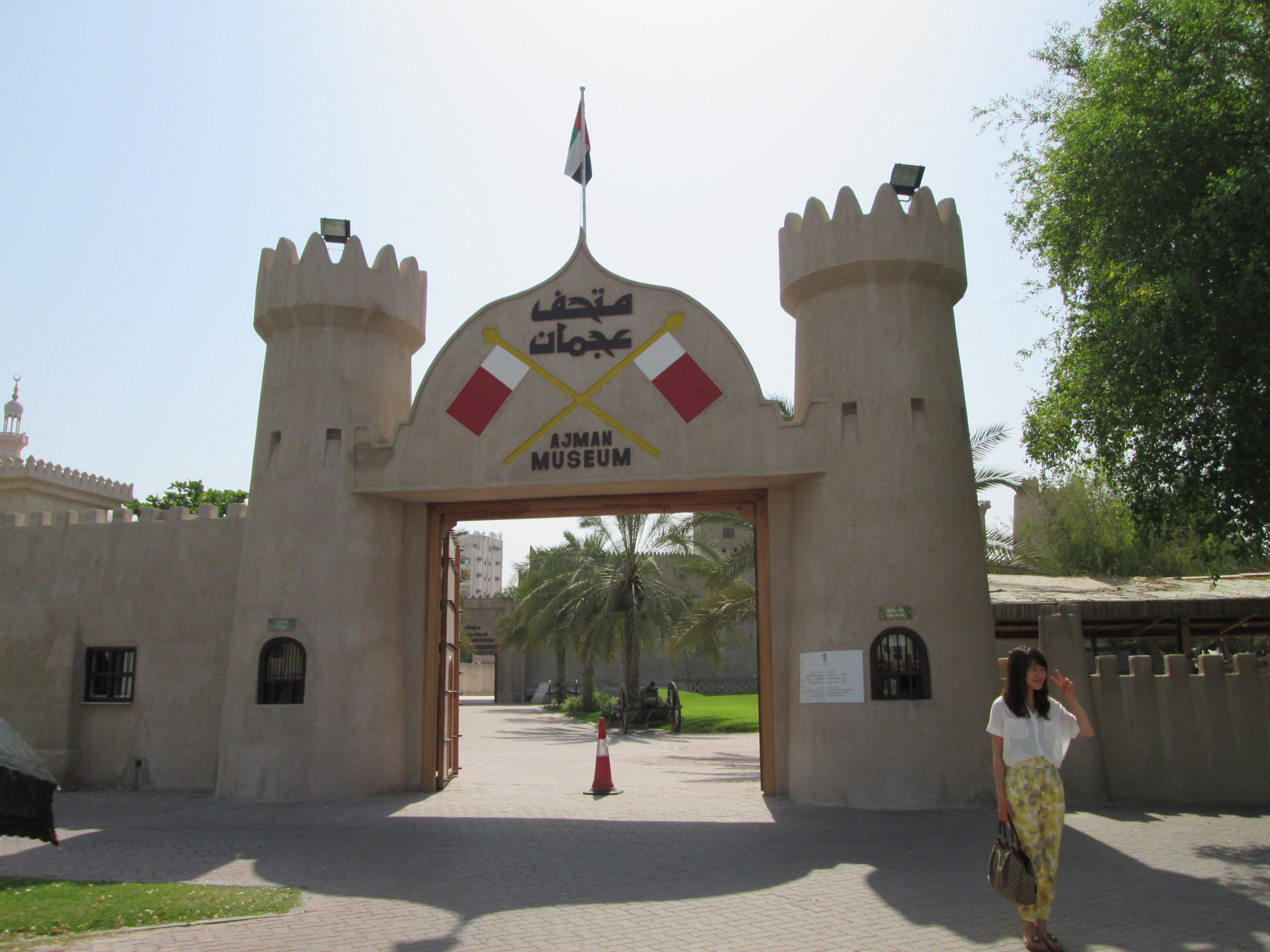
متحف عجمان

### متحف عجمان
يعتبر من أشهر المعالم السياحية في الإمارة، حيث تسلط المعروضات الموجودة في المتحف الضوء على الحياة اليومية المحلية التقليدية، وكذلك الاكتشافات الأثرية التي تم استخراجها من مواقع مجاورة، بالإضافة إلى عرض رائع للأسلحة الإماراتية.
يقع المتحف داخل قلعة يعود تاريخها إلى القرن الـ18 التي كانت خط الدفاع الأول عجمان، كما إنها استخدمت سابقاً كمقر للحاكم ثم تحوّلت إلى مقر لمركز شرطة المدينة، تحتوي القلعة بوابة كبيرة فضلاً على اثنين من أبراج المراقبة.

### ساحة بناء السفن الشراعية
هي ساحة مخصصة لبناء السفن الشراعية باستخدام الأدوات التقليدية والمهارات اليدوية التي توارثتها الأجيال، وهنا أيضا يتم بناء زوارق دبي، تقع الساحة على الجانب الشمالي من خور المدينة، وتعتبر أكبر مركز لبناء السفن الشراعية في العالم.

### شواطئ عجمان
تمتلك عجمان أجمل الشواطئ في دولة الإمارات، وتتميز شواطئ عجمان برمالها البيضاء الناعمة التي توفر الأجواء المثالية للباحثين عن الهدوء والاسترخاء، تم استغلال بعضها لتكون شواطئ خاصة للفنادق الفاخرة ويمكن استخدامها أيضا لغير نزلاء الفنادق مقابل رسوم بسيطة.

### منطقة المويهات الأثرية
وهي منطقة أثرية اِكتُشفت حديثا في عام 1986 خلال أعمال بناء تحت الأرض لوضع البنية التحتية للمدينة، وتجذب هذه المنطقة عشاق الآثار والتاريخ والثقافات من جميع أنحاء العالم، ومن ضمن الاكتشافات الأثرية الموجودة مقبرة من حضارة أم النار والتي تحتوي على سفن من السراميك وأدوات نحاسية، وقد وضعت الكثير من الآثار التي تم اكتشافها هنا في متحف عجمان.

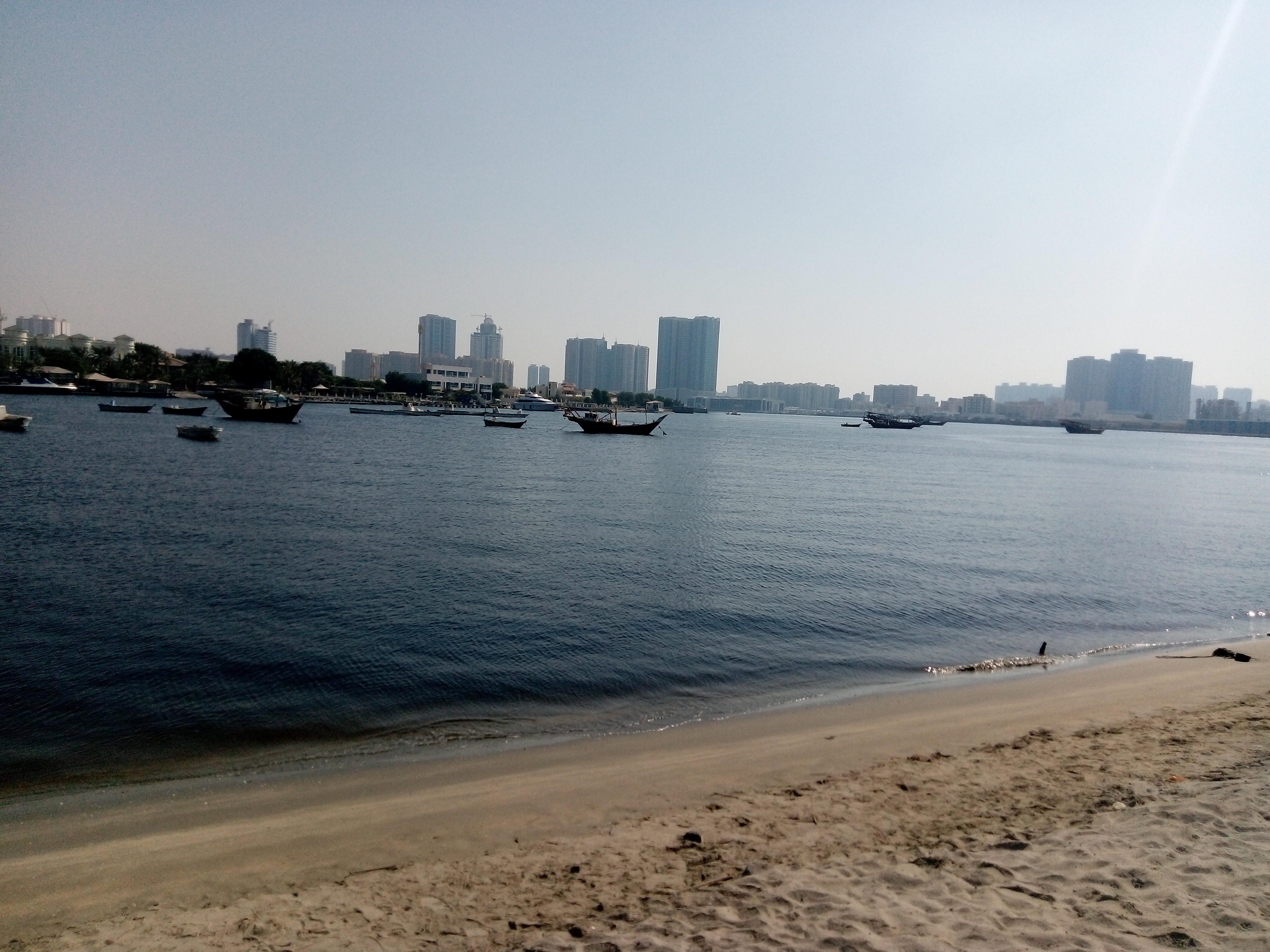
شاطئ البحر في عجمان

### محمية الزوراء الطبيعية
تقع المحمية في شمال عجمان وتعتبر جزءًا من مجمع الزوراء، تتميز بنظام بيئي متكامل فهي تحتوي على غابات منغروف وتصل مساحتها إلى مليون متر مربع وفيها أكثر من 60 ألف نوع من الطيور فضلا على الحياة البحرية الغنية.

### قلعة مصفوت
يرجع تاريخ القلعة إلى القرن التاسع عشر، حيث كانت تستخدم حينها كخط الدفاع ضد قطاع الطرق المتجهين إلى سلطنة عمان، بنيت القلعة من الحجارة والطين والخشب على قمة الجبل عند الحافة الشمالية لمنطقة مصفوت على بعد 120 كيلومتر من مدينة عجمان.

### مسجد بن سلطان
بُني المسجد عام 1815 في مصفوت من قبل سلطان بن سعيد بن البدواوي وهو أقدم المساجد في المنطقة، بُني المسجد من مواد محلية مثل الطين والجص مع مظلة من أوراق سعف النخيل.

### متحف المنامة
متحف المنامة ويسمى أيضا حصن المرير يقع في المنامة على بعد 70 كم من مدينة عجمان، كان المتحف في السابق حصنا تم بناؤه في عهد الشيخ راشد بن حميد النعيمي، يحتوي الحصن على برج حراسة وبئر، ويتكون من سبع غرف كبيرة تزخر بمعروضات محلية تسلط الضوء على التراث والعمارة والحرف التقليدية للمنطقة والأسلحة.

### قلعة حصاة بويض
تعني “الحجر الأبيض” بُنيت من قِبل الشيخ راشد بن حميد النعيمي عام 1976 على شكل حصن بهيئة برج، وهي تقع على قمة تلة مطلة على سهول المنامة، تتميز القلعة بطابعها المعماري الإماراتي التقليدي.

### مربط عجمان
هي واحة في قلب الصحراء تحيط بها الكثبان الرملية وموطن لأروع الخيول العربية في العالم، بُني في عام 2002 بأمر من الشيخ عمار بن حميد النعيمي ولي عهد عجمان، ويتميز المربط بتصميمه العربي التقليدي.

### مركز تسوق سيتي سنتر
يشكّل عجمان سيتي سنتر الخيار الأول للعائلات الراغبة في تسوق العديد من العلامات التجارية، يحتوي على مجموعة كبيرة من المحلات الراقية التي تقدم المنتجات المحلية والعالمية، كما يضم الكثير من الأماكن الترفيهية المخصصة للأطفال للاستمتاع باللعب ومشاهدة العروض الترفيهية وممارسة الأنشطة إلى جانب توافر المطاعم وصالات السينما والمقاهي المميزة التي تقدم أفضل الخدمات.

## النقل والمواصلات
الطرق
تُشرف هيئة النقل على توفير باصات للنقل العام داخل وخارج عجمان، غير أن الإقبال عليها يبقى ضعيفاً بسبب عدم تغطيتها لمختلف الأحياء السكنية واقتصارها فقط على الشوارع الرئيسية، ويمكن استخدام بطاقة مسار وهي بطاقة ذكية للدفع ويتم تعبئة هذه البطاقة مسبقا ليتم استخدامها في الحافلات. أما وسيلة النقل العام الأكثر إستخداماً في عجمان هي سيارات الأجرة والمتوفرة بكثرة في كافة أنحاء عجمان، كما تتوفر شركات نقل عالمية مثل شركة كريم بسعر مقبول.
النقل الجوي
مطار عجمان الدولي هو مشروع لمطار دولي من المقرر أن يتم بناؤه في منطقة المنامة التابعة لعجمان، أما حالياً فغالبية سكان عجمان يستخدمون مطار الشارقة الدولي أو مطار دبي الدولي.

## الاقتصاد

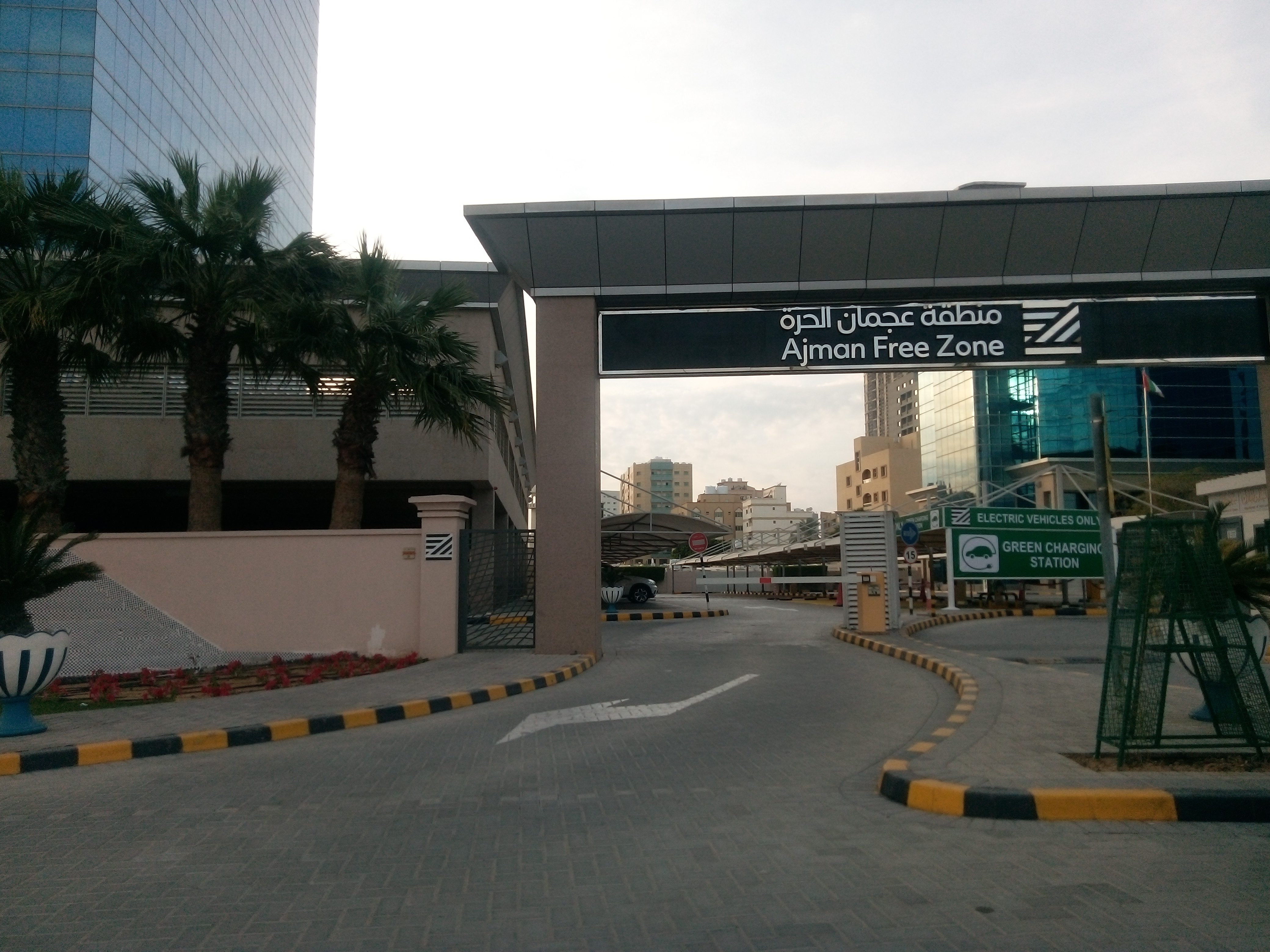
مدخل منطقة عجمان الحرة

تُصنف الإمارة حالياً في المرتبة الثالثة بين الإمارات السبع الأخرى من حيث نهضتها الصناعية. وتشتهر بامتلاكها لأكبر ورشة لإصلاح السفن على مستوى الدولة. ويعتبر كل من ميناء عجمان  و منطقة عجمان الحرة  من المعالم الاقتصادية البارزة في المنطقة ومؤشر لتطور أعمالها.
ووفقاً للتقرير الاقتصادي السنوي لعام 2014 لإمارة عجمان فقد بلغ الناتج المحلي الإجمالي للإمارة 16.41 مليار درهم في عام 2013، وبمعدل نمو 5% خلال الفترة من 2012-2013.
وفي سنة 2019، بلغ الناتج المحلي الإجمالي للإمارة  21,008 مليار درهم. وشكّل نشاط الصناعات التحويلية ما نسبته 32%، وساهم قطاع التشييد والبناء بنسبة 14%، كما بلغت مساهمة قطاع تجارة الجملة والتجزئة وخدمات الإصلاح والصيانة نحو 11%، إضافة لمساهمة قطاعات أخرى كقطاع المطاعم والفنادق، والنقل وغيرها.
يمثل النمو الكبير في الاستثمارات المختلفة أحد أهم المظاهر الإقتصادية في عجمان ودليلا على سياسة حكومة عجمان الداعمة للاستثمار وخلق فرص جديدة من العمل والنمو الاقتصادي في الإمارة. إن نمو حجم الاستثمارات وازدهارها في عجمان يساعد دون شك على نمو المجتمع المدني وزيادة كفاءة وجودة بيئة العمل في كافة القطاعات المختلفة.
يمثل النمو الكبير في الاستثمارات المختلفة، أحد أهم المظاهر الاقتصادية في إمارة عجمان، ودليلا على سياسة حكومة عجمان الداعمة للاستثمار وخلق فرص جديدة من العمل والنمو الاقتصادي في الإمارة. إن نمو حجم الاستثمارات وازدهارها في عجمان يساعد دون شك على نمو المجتمع المدني وزيادة كفاءة وجودة بيئة العمل في كافة القطاعات المختلفة.
الصناعة

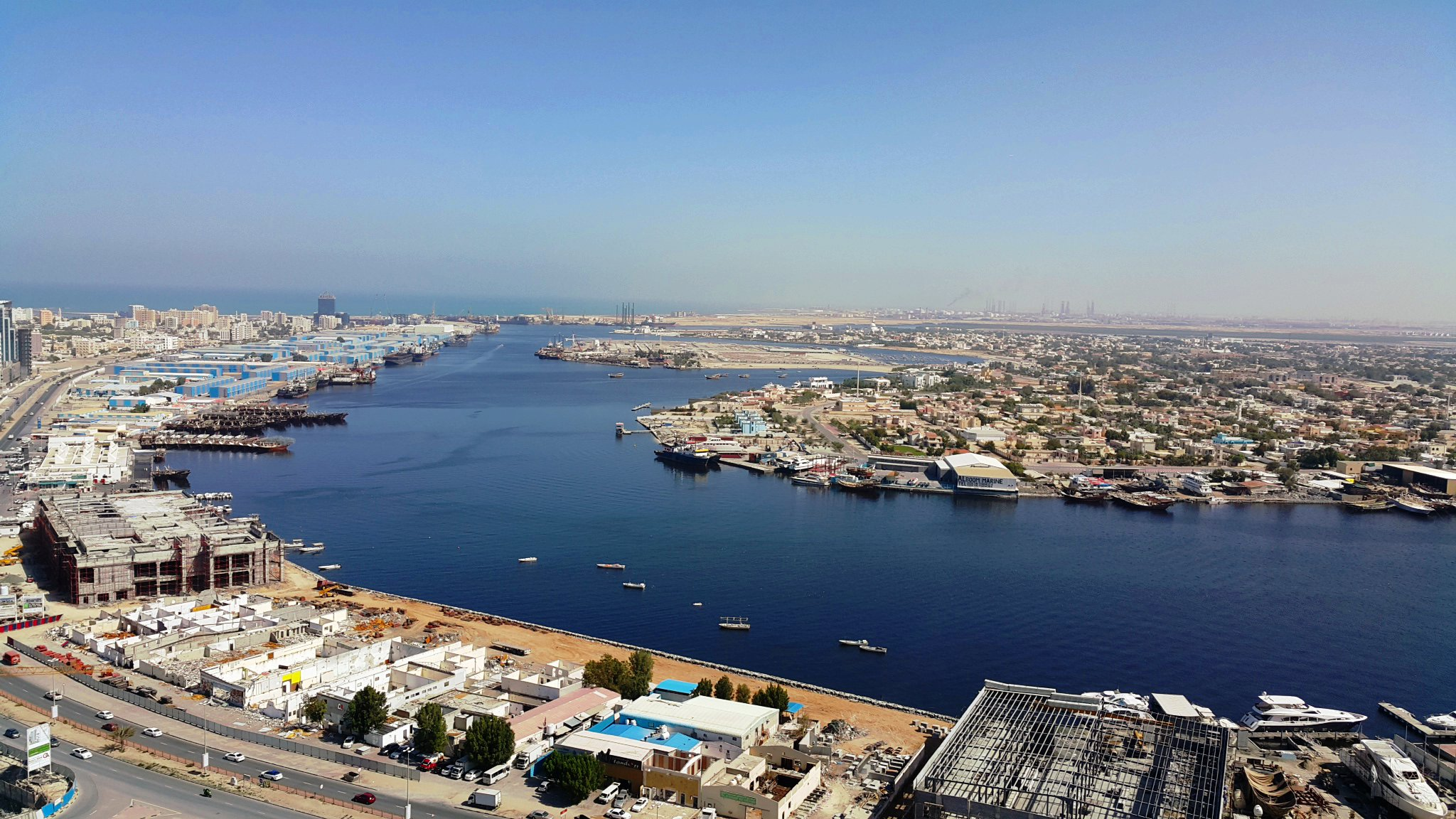
ميناء الراشدية

تضم إمارة عجمان 550 منشأة صناعية  بحجم استثمارات قدره 1497 مليون درهم تقريبا، وعدد عمال يزيد عن 30 ألف عامل. وتحتل منشآت الكيماويات ومنتجاتها المرتبة الأولى في عدد المنشآت، إذ يبلغ عددها 131 منشأة، تليها منشآت النسيج والملابس والجلود بعدد 102 منشأة، ثم منشآت المنتجات المعدنية المصنعة بعدد 97 منشأة. ومن أهم المؤسسات الصناعية في عجمان هي مجموعة الشعالي
التجارة
هناك أكثر من 570 شركة في منطقة عجمان الحرة، تمارس عدد من النشاطات التجارية المختلفة، كما أن بلدية عجمان أصدرت 17 ألف رخصة عام 2007 ما بين تجارية وصناعية ومهنية.
بلغت قيمة التجارة الخارجية لإمارة عجمان أكثر من 4 مليارات درهم (1.2 مليار طن من البضائع) (وزارة الاقتصاد 2006), احتلت الصادرات النفطية منها ما قيمته 1.8 مليار درهم، وإعادة التصدير 1.2 مليار درهم، بينما بلغت الواردات ما قيمته 1.0 مليار درهم.
الاستثمار العقاري
يعد الاستثمار العقاري أحد أهم مظاهر الثورة الاقتصادية بالإمارة، وركيزة أساسية تدعم النمو المتزايد لحجم الاستثمار الكلي بالإمارة. وتشهد عجمان حاليا ولادة الكثير من المشاريع العقارية الضخمة ويرجع الفضل إلى مؤسسة العقارات الاستثمارية، التي تمثل انتقالا جديدا للحياة العمرانية والسكانية، يصاحب هذه المشاريع نموا غير عادي في البنية التحتية والخدمات التي تقدمها كافة القطاعات الحكومية.
يبلغ عدد المباني في عجمان 17898 مبنى، و 39700 وحدة سكنية (وفقا لبيانات التعداد العام للسكان 2005).
شهد عام 2007 إصدار أكثر من ألفي رخصة بناء (أكثر من ألف رخصة بناء لمبان سكنية وتجارية جديدة)، وما يزيد عن 15 ألف عقد إيجار تم تسجيله في دائرة البلدية. وتجاوز عدد شهادات الإنجاز 1200 شهادة. وبلغ حجم التداول على الأراضي والأملاك بالإمارة عام 2007 ما يقارب 4.3 مليار درهم.
المصارف والبنوك
وفقا لإحصائيات البنك المركزي لعام 2006 فقد بلغ عدد البنوك الوطنية في عجمان 17 بنكا، وسبعة محلات للصرافة. شهد عام 2008 إطلاق مصرف عجمان.
الزراعة
تتميز إمارة عجمان باحتوائها على مساحات من الأراضي الزراعية الخصبة التي تستخدم في مجال الزراعة والثروة الحيوانية، كما أن إطلالتها على ساحل الخليج العربي تزيد من ثروتها السمكية.
تبلغ عدد الحيازات النباتية أكثر من 380, والحيوانية 139, والدواجن 3, والمختلطة 296 حيازة. وتمثل قيمة هذه المنشآت ما يقارب 83 مليون درهم. كما يبلغ عدد الآبار المنتجة 983 بئرا.
وتحتل الفاكهة النسبة الأكبر من إنتاج المحاصيل الزراعية بالإمارة تليها المحاصيل الحقلية والخضروات.
أما تقديرات الثروة السمكية لعام 2005 فقد بلغت تقديرات كمية الأسماك حوالي 3 آلاف طن، وبلغ عدد قوارب الصيد 187 قارب.

## التعليم
تبرز أهمية التعليم في اقتصاد عجمان، في كونه أحد أهم الركائز الأساسية لصناعة أجيال جديدة قادرة على الاستمرار في العطاء والسير على طريق التنمية والتطوير الذي تنهجه إمارة عجمان. ومن هذا المنطلق، تولي الإمارة لقطاع التعليم اهتماما خاصا، ويتضح هذا جليا من النمو الواضح في عدد المدارس والهيئات والكوادر التعليمية بشكل واضح.
يصل عدد المدارس في عجمان إلى 42 مدرسة حكومية و 21 مدرسة خاصة، موزعة بين 17 مدرسة للذكور، و 17 مدرسة للإناث، و 29 مدرسة مختلطة، تخدم قرابة 75 ألف طالب وطالبة.
تضم إمارة عجمان جامعة عجمان للعلوم والتكنولوجيا، وجامعة بريستون، اللتان تلعبان دوراً بارزاً في تخريج عدد كبير من الكوادر البشرية إلى سوق العمل، للمساهمة في تطوير عجلة التطور بالإمارة.
التعليم العالي في عجمان
بدأت الانطلاقة الفعلية لقطاع التعليم العالي في عجمان عام 1988 م عندما أصدر صاحب السمو الشيخ حميد بن راشد النعيمي عضو المجلس الأعلى للإتحاد – حاكم الإمارة – مرسوماً أميرياً رقم 4/88 بإنشاء كلية عجمان الجامعية للعلوم والتكنولوجيا، وقد نمت المؤسسة واتسعت على مدى السنوات لتنال عام 1994 م الاعتراف الرسمي كمؤسسة للتعليم العالي معترف بشهادتها ومن ثم تتحول في عام 1997 م وبموافقة وزارة التعليم العالي والبحث العلمي إلى جامعة عجمان للعلوم والتكنولوجيا.
وتضم الجامعة في الوقت الحالي العديد من الكليات والتخصصات التي وصلت إلى 21 تخصصاً من فروع المعرفة العلمية، والتقنية، والإنسانية، والاجتماعية، وقد اتجهت أخيراً إلى استحداث ثمانية تخصصات جديدة منها الصيدلة والهندسة المعمارية والتصميم والديكور وتقنيات التعليم والعلاقات العامة والاتصال الجماهيري وتقنيات تقويم وعلاج الأسنان والتداوي بالأعشاب.
كما تم مؤخراً افتتاح «كلية الخليج الطبية» في إمارة عجمان وهي من الكليات الرائدة من في مجال العلوم الطبية تقوم بتخريج الأطباء والمتخصصين في كافة المجالات الطبية ومجهزة بأحدث المعدات والأجهزة والمختبرات العلمية ومستشفى تعليمي. كما تم افتتاح كلية التعاون الخليجي في عجمان المتخصصة بالعلوم الإدارية والدراسات العليا.

## القطاع الصحي
يشهد القطاع الصحي بإمارة عجمان تطورا ملحوظا في الآونة الأخيرة، مدعوما بالجهود الحكومية المستمرة تلبية للنمو السكاني المستمر في الإمارة.
وتعتبر مستشفى الشيخ خليفة بن زايد أحدث المستشفيات بعجمان ومجهزة بأحدث المعدات والتجهيزات الطبية.
ويليه المستشفى الكويتي ومستشفى جي إم سي التابع لكلية الخليج الطبية والذي افتتح مؤخراً تحت رعاية صاحب السمو الشيخ حميد بن راشد النعيمي وفيه أحدث الأجهزة ونخبة من الأطباء المتميزين. ومن العيادات مركز مشيرف الصحي، الصحة المدرسية، عيادة مشيرف، عيادة عجمان الطبية، عيادة الشروق للأنف والأذن والحنجرة، عيادة الإمارات الخاصة، مركز السمنة والنحافة.. وغيرها من العيادات المنتشرة في كل حي من أحياء الإمارة..
وبلغة الأرقام فإن عجمان تضم 7 منشآت صحية، و 69 عيادة خاصة، و 74 صيدلية، تخدم هذه المنشآت ما يقارب 190 ألف مريض.
بلغ عدد العمليات الجراحية التي أُجريت بمستشفيات وعيادات عجمان 4455 عملية، وتم إجراء أكثر من مليون فحص مختبري. كما تم معالجة أكثر من 18 ألف مريض في عيادة الأسنان.
تضم مستشفى خليفة 174 سريرا، وتضم مستشفى كلية الخليج الطبية 110 سريرا والتي شهدت وحدها 179 ألف متردد عام 2007.

## الجهات الحكومية
- ديوان حاكم عجمان
- متحف عجمان
- دائرة الأراضي والتنظيم العقاري في عجمان
- مؤسسة عقارات عجمان «عقار»
- المجلس التنفيذي لإمارة عجمان
- القيادة العامة لشرطة عجمان
- دائرة الثقافة والإعلام في عجمان
- دائرة البلدية والتخطيط في عجمان
- الدفاع المدني في عجمان
- غرفة تجارة وصناعة عجمان
- المنطقة الحرة في عجمان

## الهيئات والمؤسسات
جمعية أم المؤمنين النسائية
تأسست جمعية أم المؤمنين النسائية في مدينة عجمان عام 1974 م. وتهدف للارتقاء بالمرأة الإماراتية في جميع المجالات.
مؤسسة حميد بن راشد النعيمي الخيرية
مؤسسة حميد بن راشد النعيمي مؤسسة أهلية لأعمال الخير والبر والإحسان مقرها الرئيس إمارة عجمان، وأنشئت المؤسسة بمرسوم أميري من سمو الشيخ حميد بن راشد النعيمي عضو المجلس الأعلى، حاكم عجمان، وذلك في 14/5/2000 م، وقد وجّه سموّه بأن يكون عمل المؤسسة شاملا لجوانب عديدة ومتنوعة من وجوه البر والإحسان التي تتصل بمساعدة المحتاجين وكفالة الأيتام ورعاية المسنين ورعاية الأرامل والمعاقين وتوفير السكن للفقراء.
لكن الجانب الأساسي من اهتمام المؤسسة وجهدها ينصبان على رعاية التعليم وطلبة العلم الموهوبين والمتفوقين الذين يعدون أفضل استثمار في المستقبل، ويحققون التنمية المجتمعية المنشودة، ويتمثل اهتمام المؤسسة في هذا الصدد بتحقيق تعليم نوعي للطلبة المستهدفين ليسهموا في بناء المجتمع وتقدمه مع الأخذ بعين الاعتبار إمكانية ابتعاثهم للدول المتقدمة مثل : (الولايات المتحدة، كندا، أستراليا، بريطانيا، اليابان، ماليزيا) فضلاً عن أن المؤسسة تولي الموهوبين من طلاب الإمارة جانبا خاصا من الرعاية يتمثل في إشراكهم في برامج خاصة تسهم في رفع كفاءتهم العلمية، وتساعدهم في توجيه رغبتهم الدراسية في مرحلة التعليم العالي، وتشركهم في برامج تدريبية تهدف إلى بناء شخصياتهم وإعدادهم للحياة.
كما تعمل المؤسسة على بث ثقافة البحث العلمي باعتباره خادما للمجتمع، ويسهم في تطويره وتنمية بنائه، كما إنها تتعاون مع المؤسسات ذات الاهتمام المشترك لتتكامل في عملها وتتواصل وتستفيد من برامجها وتنسق معها في أعمال مشتركة تحقق أهدافها.
مؤسسة حميد بن راشد النعيمي للتطوير والتنمية البشرية
أنشئت مؤسسة حميد بن راشد النعيمي للتطوير والتنمية البشرية بموجب المرسوم الأميري رقم (3)
الصادر يوم الأحد 14 / 5 / 2000 م، وهي مؤسسة إنمائية غير ربحية تتمتع بالشخصية الاعتبارية.
هيئة الأعمال الخيرية
انطلاقا من عجمان نحو كل الإمارات، ومن الإمارات نحو كل محتاج في العالم، وبرعاية كريمة سامية من سمو الشيخ حميد بن راشد النعيمي، حاكم عجمان، وعضو المجلس الأعلى الاتحادي، كانت هيئة الأعمال الخيرية، بمباركة كريمة من سموه، ومتابعة حثيثة منه، وبمساندة كل حكام الإمارات، وعلى رأسهم الأب الحاني الشيخ زايد بن سلطان آل نهيان، وباني النهضة في الإمارات، قامت هيئة الأعمال الخيرية وبسطت يدها التي هي أيدي الإمارات كلها.
تأسست هيئة الأعمال الخيرية في دولة الإمارات العربية المتحدة في نوفمبر من عام 1984 م، وهي مؤسسة خيرية إنسانية تطوعية غير حكومية، تعمل في مجال التنمية والإغاثة، وحازت على الصفة الاستشارية من الدرجة الثانية في المجلس الاقتصادي والاجتماعي في هيئة الأمم المتحدة، والعضوية الدائمة في المجلس الإسلامي العالمي للدعوة والإغاثة، وحازت أيضا على صفة مراقب في مجلس محافظي الصندوق الدولي للتنمية والزراعة (إيفاد)، وعلى عضوية المجلس العالمي للمنظمات الطوعية، وأبرمت العديد من مذكرات التفاهم التي كان أبرزها مذكرة التفاهم مع كل من مكتب منظمة اليونيسيف في الرياض، وبرامج الخليج العربي لدعم منظمات الأمم المتحدة الإنمائية.
الهلال الأحمر
يعد فرع هيئة الهلال الأحمر بإمارة عجمان أحدث فروع الهيئة تأسيسا ً منذ افتتاحه بتاريخ 15 يناير عام 2003 م، وحرصت إدارة الفرع منذ البداية على تقديم صورة مشرفة في الخدمات الإنسانية التي تقدمها على الساحة المحلية، بالإضافة إلى إيصال دعم المحسنين عبر الفرع للبرامج والمشاريع الخارجية.
الخدمات المقدمة
- الدعم الطبي للمرضى غير القادرين على تغطية تكاليف الفحوص الطبية ومصاريف العلاج والعمليات الجراحية اللازمة لهم وتوفير الأجهزة التعويضية اللازمة لبعض حالات الإعاقة المختلفة.
- برامج الكفالات الاجتماعية لتوفير الرعاية للشرائح الضعيفة.
- مشروع كفالة طالب العلم من الأسر الضعيفة.
- رعاية أسر السجناء وإخراج الموقوفين على ذمة ديون مالية وفقاً للضوابط والقوانين المنظمة لذلك بعد دراسة الحالات المستفيدة للتأكد من مدى جدارتهم بالدعم والمساعدة.
- تنفيذ عدد من المشاريع الموسمية بمناسبة شهر رمضان وغيره من مواسم الخير والعطاء كمشروع إفطار صائم، وكسوة العيد، وزكاة الفطر، وزكاة المال.

صندوق وقف عجمان
تبلورت فكرة إنشاء صندوق وقف عجمان لفتح أبواب الخير أمام الجميع وتشجيعهم على المساهمة فيه، حيث صدر القرار المحلي رقم 961 بتاريخ 8/12/1996 م، وقد تم تعيين مجلس أمناء مكون من خمسة أعضاء من ذوي الرأي والأمانة، والذي أسند إليه الدعوة للوقف، والقيام بكل ما يتعلق بشؤونه بما في ذلك إدارة أمواله واستثمارها، وصرف ريعه في حدود شروط الواقفين وبما يحقق الشرعية للوقف.

## الرياضة
تأسس عام 1980 م نادي عجمان للشطرنج وقد تم افتتاحه تحت مسمى نادي عجمان للشطرنج والثقافة وما زال قائماً إلى اليوم.